# جانيم
جانيم (بالعبرية: גַּנִּים) كانت بؤرة استيطانية إسرائيلية في محافظة جنين شمال الضفة الغربية، وكانت إداريًا ضمن مجلس شمرون الإقليمي.

## التاريخ
أسست منظمة بيتار الشبابية الصهيونية المستوطنة في عام 1983، التي اشتق اسمها من الاسم التوراتي لمدينة جنين القريبة.

## الإخلاء
أخليت البؤرة الاستيطانية ودمرت منازلها ضمن خطة فك الارتباط الأحادية الإسرائيلية عام 2005.

## الجانب القانوني
يعتبر المجتمع الدولي المستوطنات الإسرائيلية في الضفة الغربية غير قانونية بموجب القانون الدولي، لكن الحكومة الإسرائيلية تعارض ذلك.